# Harbour View FC
El Harbour View FC és un club jamaicà de futbol de la ciutat de Kingston.

## Història
Amb la creació de la comunitat de Harbour View als anys 60, el 4 de març de 1974 es fundà el club de futbol.

## Futbolistes destacats
- Peter Cargill (1982-1984; 1996-1999)
- Fabian Davis (1997)
- Sean Fraser (2000)
- Ricardo Gardner (1997-1998)
- Damani Ralph (1998)
- Luton Shelton (2004-2006)
- Damion Stewart (2004-2006)
- Andy Williams (1998)

## Palmarès
- Lliga jamaicana de futbol: [1]
  - 2000, 2007

- Copa jamaicana de futbol: [2]
  - 1994, 1998, 2001, 2002

- Campionat de clubs de la CFU: 
  - 2004, 2007